# 國會議事堂前站
國會議事堂前站（日语：／ Kokkai-gijidōmae eki */?）是位於日本東京都千代田區永田町，屬於東京地下鐵的鐵路車站。

## 概要
丸之內線（車站編號：M 14）和千代田線（車站編號：C 07）皆在本站停靠。此站可途經閘內通道前往銀座線與南北線駛入的溜池山王站，因此視為同一車站處理。因此本站到發的乘車券類亦可用於溜池山王站的閘機，反之亦然。

## 歷史
- 1959年（昭和34年）3月15日：營團地下鐵丸之內線霞關至新宿間開業，該線站區隨之開業。
- 1972年（昭和47年）10月20日：營團地下鐵千代田線霞關至代代木公園間開業，成為轉乘站。
- 1973年（昭和48年）11月1日：引入定期券發行機[1][注 1]。
- 1979年（昭和54年）夏：啟用冷氣[1]。
- 1997年（平成9年）9月30日：營團地下鐵南北線溜池山王站開業，成為轉乘站。同時銀座線溜池山王站亦開業。
- 2004年（平成16年）4月1日：營團地下鐵民營化，成為東京地下鐵的車站。

## 車站構造
丸之內線月台位於國會議事堂用地下方，並向東西方伸延。千代田線月台則在另一地方向東西伸延。丸之內線月台的西邊和千代田線月台的東邊相連，並在此設置車站大廳。而千代田線月台的西邊和溜池山王站南北線月台的北邊相連，南北線月台的南邊則和銀座線月台的西邊相連，這兩個相連位置也設立了車站大堂。令四線的月台成折線狀相連，是非常不協調的構造。
丸之內線月台屬對向式月台2面2線的地下車站（地下2層）。2番線至千代田線的轉乘，需要上至地下1階，再往下經1號線月台。丸之內線大廳與月台在2007年改用白色基調人造石裝飾牆面。由此月台前往銀座線溜池山王站月台需經過千代田線與南北線月台，步行約15分鐘，因此在赤坂見附站轉乘較為便利。
千代田線月台屬島式月台1面2線的地下車站（地下6層）。下行與上行線月台由1條隧道連接，與對面月台等共6處通路連絡。由於月台位於彎道處，平時有站員執勤。地底深達37.9米，是東京地下鐵車站中最深的。由於千代田線採鑽挖隧道方式建造，因此車站的牆壁都呈曲面。
2008年2月至2014年9月，站內進行牆壁漏水與天花板補修工程。線路壁面改用灰色基調人造石，月台則用木紋磚作為壁面。國會議事堂竣工當時的用地形狀類似於本壘板（參考（页面存档备份，存于）），當時的丸之內線車站是在斜邊的道路下方，後來議事堂擴張後才變成在用地內。

### 月台配置
| 月台                    | 路線     | 目的地                         |
| ----------------------- | -------- | ------------------------------ |
| 丸之內線月台（地下2樓） |          |                                |
| 1                       | 丸之內線 | 赤坂見附、新宿、荻窪方向       |
| 2                       | 丸之內線 | 銀座、東京、大手町、池袋方向   |
| 千代田線月台（地下6樓） |          |                                |
| 3                       | 千代田線 | 表參道、代代木上原、唐木田方向 |
| 4                       | 千代田線 | 大手町、北千住、綾瀨、取手方向 |

（來源：東京地下鐵:構內圖（页面存档备份，存于））

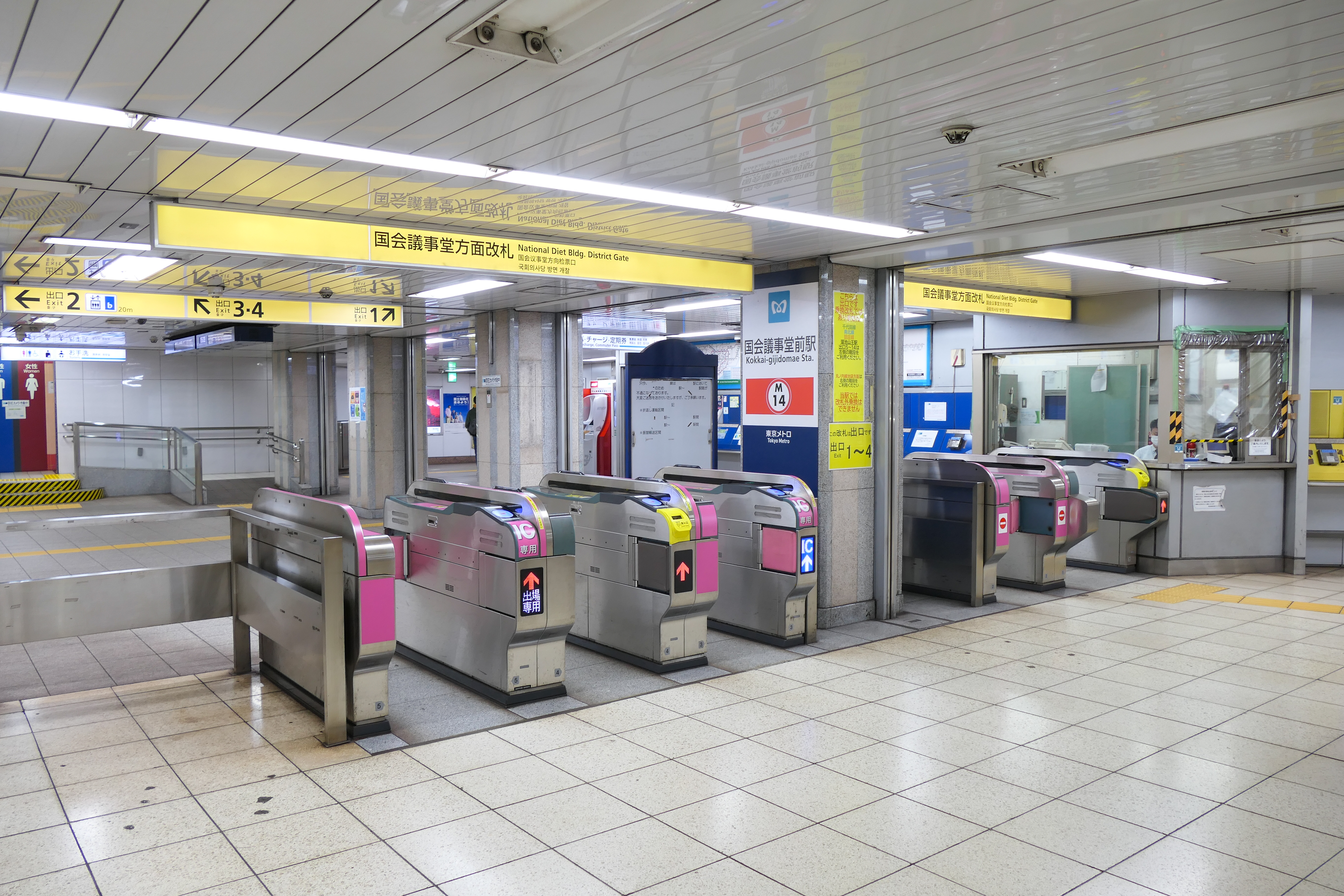
往國會議事堂方向的驗票閘口（2023年1月）
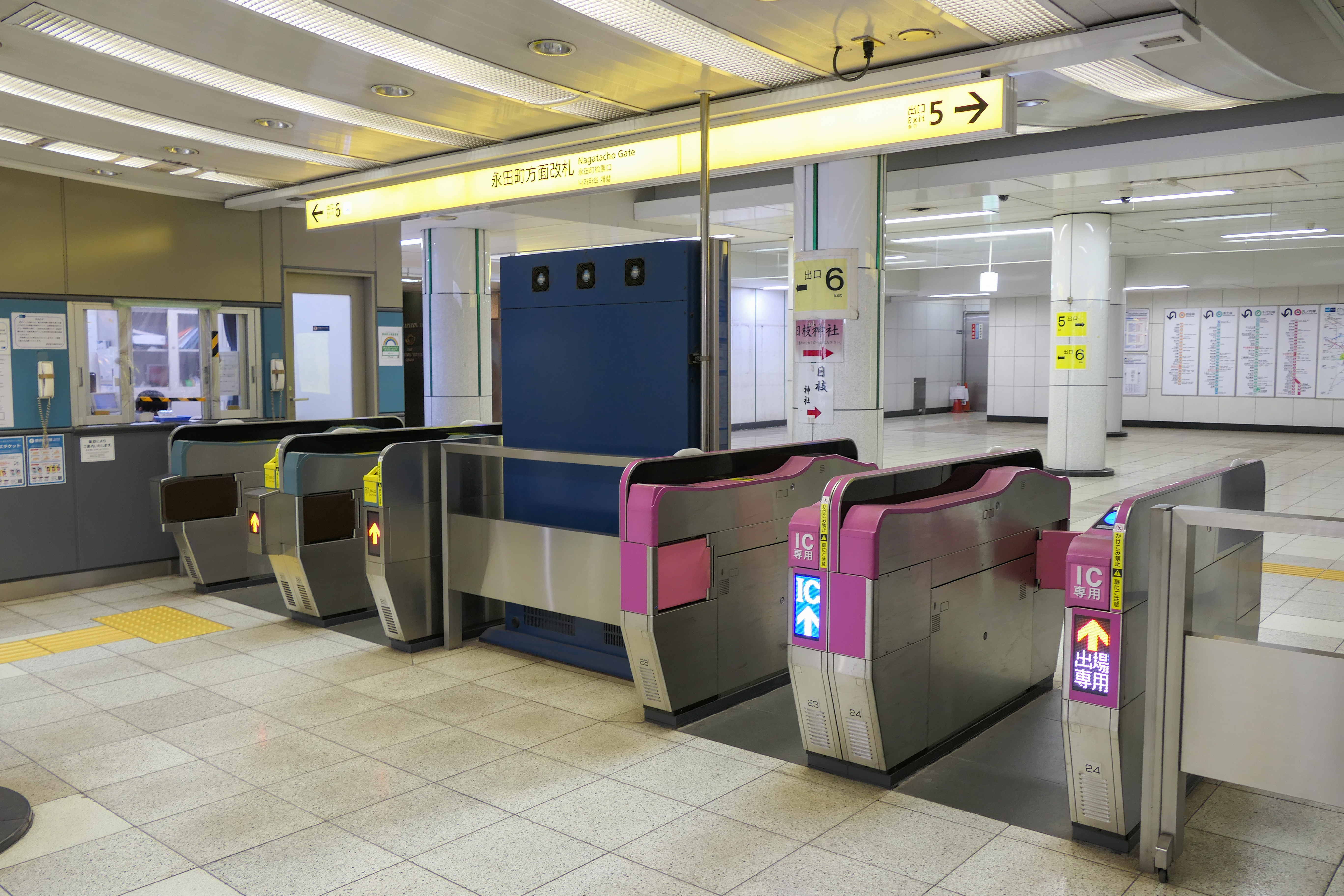
往永田町方向的驗票閘口（2023年1月）
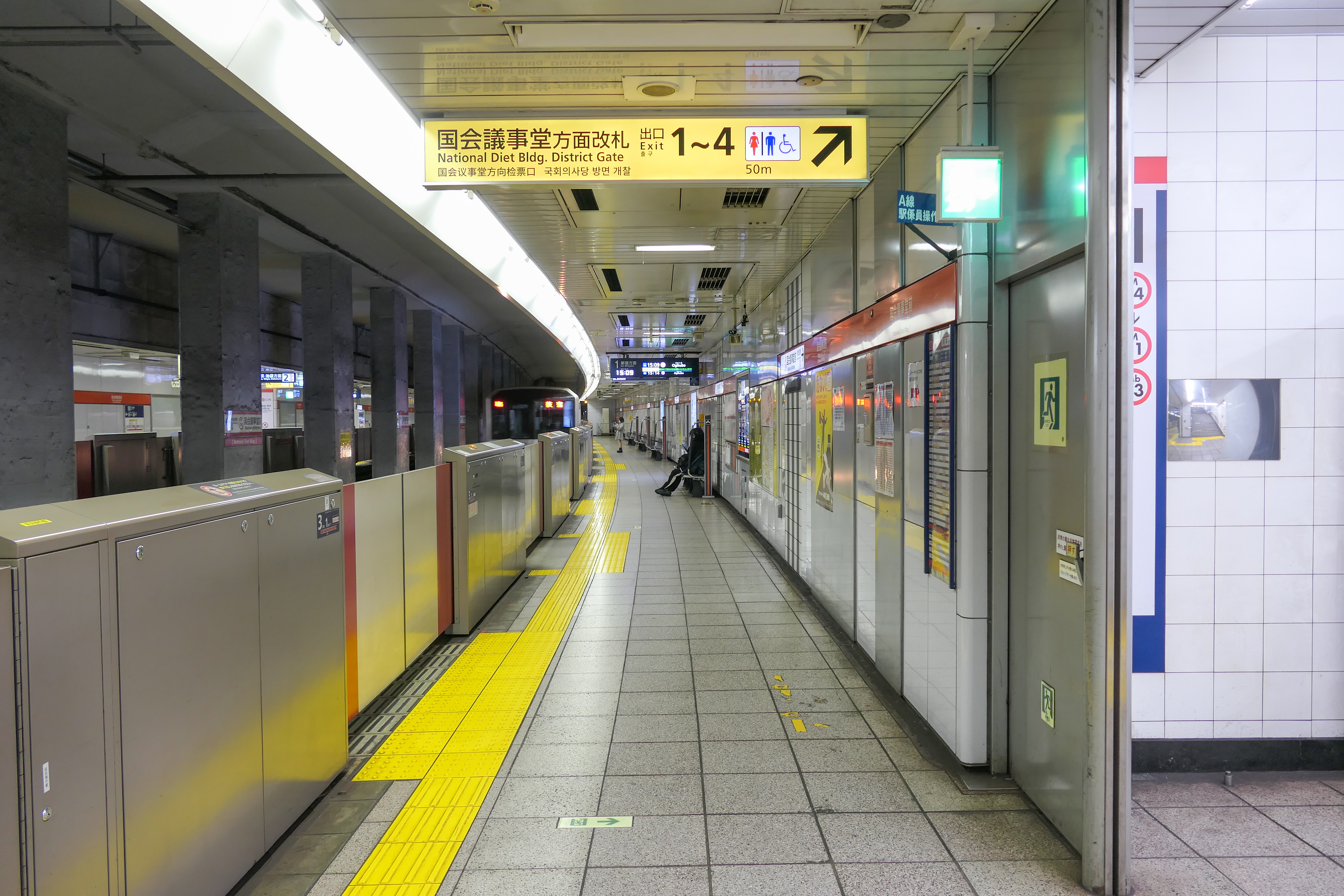
丸之內線1號月台（2023年1月）
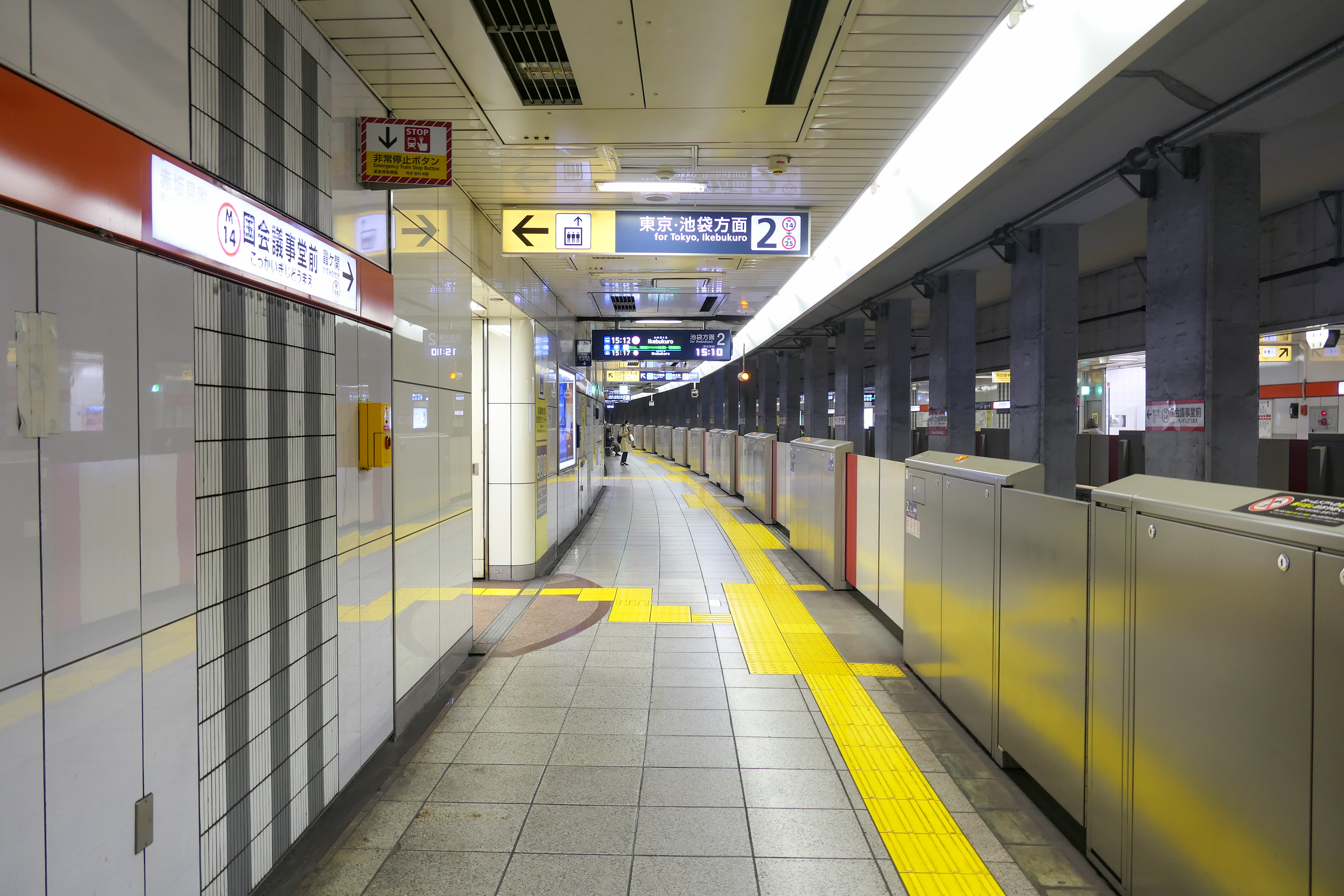
丸之內線2號月台（2023年1月）
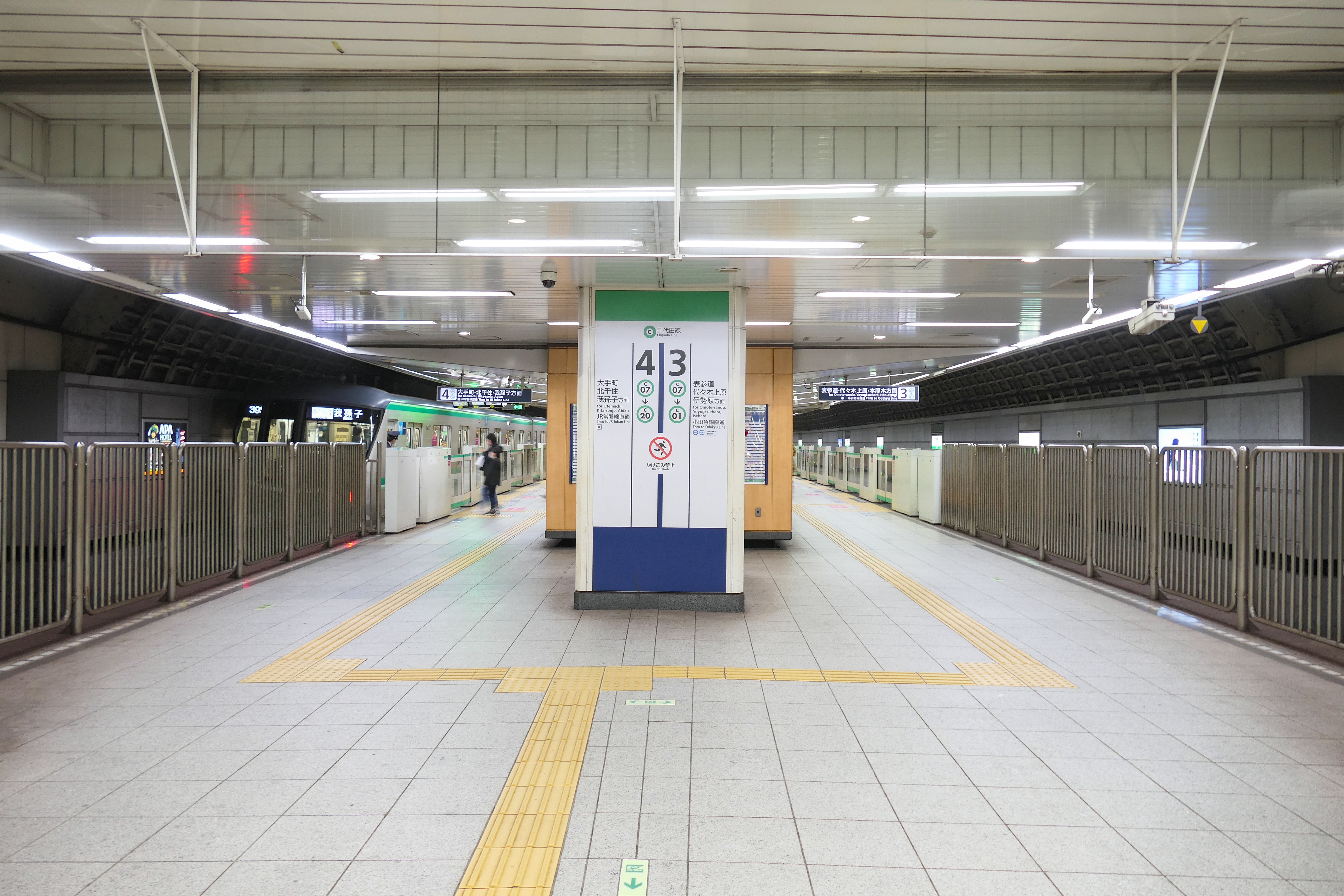
千代田線3號與4號月台（2023年1月）

### 設施
- 剪票口在地下1樓，共有3處。千代田線赤坂側的剪票口與溜池山王站共用，但在該站啟用前一直未導入自動驗票閘門。
- 商店分別在地下1樓剪票口外與地下2樓的付費區內。
- 廁所在付費區外。溜池山王站付費區內亦有廁所。
- 電梯分別有丸之內線2號月台⇔剪票口（地下1樓）、千代田線月台（綾瀨側）⇔丸之內線1號月台⇔剪票口（地下1樓）、剪票口（地下1樓）⇔地面。地面出入口面對國會議事堂西側道路。
- 電扶梯分別有剪票口外3號出口⇔地下1樓、1號出口中途⇔地下1樓。付費區內有丸之內線地下1樓⇔丸之內線1號月台（地下2樓）、千代田線地下1樓⇔地下3樓⇔地下5樓⇔地下6樓。另外還有丸之內線1號月台往千代田線轉乘用電扶梯（地下2樓⇔地下3樓）。
- 千代田線月台往南北線的連絡階梯有輪椅專用升降機。
- 過去千代田線霞關側剪票口旁有定期券售票處，2011年1月28日結束營業。之後剪票口旁設置繼續定期券售票機，現在已更換為多功能售票機。

### 車站封鎖權
丸之內線車站因位於日本眾議院用地內，眾議院擁有在必要時刻關閉車站的權限。本權限由眾議院判斷實行，過去已有行使的案例。
安保鬥爭期間的1959年（昭和34年）12月10日與1960年（昭和35年）4月23日，本站曾暫時關閉。車站關閉時丸之內線上的列車一樣會在本站停靠，但不開啟車門（也就是所謂的運轉停車）。
2012年（平成24年），由於每週五於首相官邸前定期發生反核抗議活動，本站為確保安全在周五下午封鎖。

## 利用狀況
- 東京地下鐵 - 2017年度1日平均上下車人次為150,373人[使用人數 1]。
東京地下鐵全部130個車站當中排名20位。統計人數包含溜池山王站。
  - 若包括東京地下鐵線內的轉乘人次，2017年度各路線1日平均上下車人次如下[* 1]。包括與溜池山王站的銀座線、南北線間的轉乘人次。
    - 丸之內線 - 44,656人 - 丸之內線全部28個車站當中第20位。
    - 千代田線 - 79,288人 - 千代田線全部20個車站當中第12位。

開業以來的1日平均上下車人次變化如下表。
| 年度               | 東京地下鐵         | 東京地下鐵 |
| 年度               | 1日平均 上下車人次 | 增長率     |
| ------------------ | ------------------ | ---------- |
| 1999年（平成11年） | 99,649             |            |
| 2000年（平成12年） | 114,125            | 14.5%      |
| 2001年（平成13年） | 114,934            | 0.7%       |
| 2002年（平成14年） | 116,657            | 1.5%       |
| 2003年（平成15年） | 113,902            | −2.4%      |
| 2004年（平成16年） | 111,792            | −1.8%      |
| 2005年（平成17年） | 118,749            | 6.2%       |
| 2006年（平成18年） | 124,105            | 4.5%       |
| 2007年（平成19年） | 131,441            | 5.9%       |
| 2008年（平成20年） | 132,555            | 0.8%       |
| 2009年（平成21年） | 128,530            | −3.0%      |
| 2010年（平成22年） | 127,591            | −0.7%      |
| 2011年（平成23年） | 133,373            | 4.5%       |
| 2012年（平成24年） | 142,482            | 6.2%       |
| 2013年（平成25年） | 141,487            | −0.7%      |
| 2014年（平成26年） | 135,662            | −4.1%      |
| 2015年（平成27年） | 140,867            | 3.8%       |
| 2016年（平成28年） | 144,028            | 2.2%       |
| 2017年（平成29年） | 150,373            | 4.4%       |

### 各年度1日平均上車人次（1958年－2000年）
近年1日平均上車人次變化如下表。
| 年度               | 丸之內線 | 千代田線 | 來源              |
| ------------------ | -------- | -------- | ----------------- |
| 1958年（昭和33年） | 5,031    | 未 開 業 | [ 東京都統計 1 ]  |
| 1959年（昭和34年） | 8,101    | 未 開 業 | [ 東京都統計 2 ]  |
| 1960年（昭和35年） | 10,030   | 未 開 業 | [ 東京都統計 3 ]  |
| 1961年（昭和36年） | 10,463   | 未 開 業 | [ 東京都統計 4 ]  |
| 1962年（昭和37年） | 11,389   | 未 開 業 | [ 東京都統計 5 ]  |
| 1963年（昭和38年） | 14,091   | 未 開 業 | [ 東京都統計 6 ]  |
| 1964年（昭和39年） | 16,515   | 未 開 業 | [ 東京都統計 7 ]  |
| 1965年（昭和40年） | 15,036   | 未 開 業 | [ 東京都統計 8 ]  |
| 1966年（昭和41年） | 16,204   | 未 開 業 | [ 東京都統計 9 ]  |
| 1967年（昭和42年） | 17,627   | 未 開 業 | [ 東京都統計 10 ] |
| 1968年（昭和43年） | 18,193   | 未 開 業 | [ 東京都統計 11 ] |
| 1969年（昭和44年） | 18,714   | 未 開 業 | [ 東京都統計 12 ] |
| 1970年（昭和45年） | 18,899   | 未 開 業 | [ 東京都統計 13 ] |
| 1971年（昭和46年） | 18,000   | 未 開 業 | [ 東京都統計 14 ] |
| 1972年（昭和47年） | 20,033   | 5,429    | [ 東京都統計 15 ] |
| 1973年（昭和48年） | 20,934   | 6,778    | [ 東京都統計 16 ] |
| 1974年（昭和49年） |          | 22,389   | [ 東京都統計 17 ] |
| 1975年（昭和50年） |          | 23,637   | [ 東京都統計 18 ] |
| 1976年（昭和51年） | 15,285   | 7,811    | [ 東京都統計 19 ] |
| 1977年（昭和52年） | 15,775   | 8,458    | [ 東京都統計 20 ] |
| 1978年（昭和53年） | 15,225   | 9,592    | [ 東京都統計 21 ] |
| 1979年（昭和54年） | 14,935   | 9,909    | [ 東京都統計 22 ] |
| 1980年（昭和55年） | 14,310   | 10,518   | [ 東京都統計 23 ] |
| 1981年（昭和56年） | 14,562   | 10,389   | [ 東京都統計 24 ] |
| 1982年（昭和57年） | 14,071   | 10,181   | [ 東京都統計 25 ] |
| 1983年（昭和58年） | 14,186   | 10,426   | [ 東京都統計 26 ] |
| 1984年（昭和59年） | 14,515   | 11,071   | [ 東京都統計 27 ] |
| 1985年（昭和60年） | 14,512   | 11,258   | [ 東京都統計 28 ] |
| 1986年（昭和61年） | 14,959   | 11,921   | [ 東京都統計 29 ] |
| 1987年（昭和62年） | 14,760   | 12,557   | [ 東京都統計 30 ] |
| 1988年（昭和63年） | 14,682   | 13,003   | [ 東京都統計 31 ] |
| 1989年（平成元年） | 14,677   | 12,945   | [ 東京都統計 32 ] |
| 1990年（平成02年） | 15,422   | 13,189   | [ 東京都統計 33 ] |
| 1991年（平成03年） | 15,653   | 12,653   | [ 東京都統計 34 ] |
| 1992年（平成04年） | 14,578   | 12,597   | [ 東京都統計 35 ] |
| 1993年（平成05年） | 14,263   | 12,153   | [ 東京都統計 36 ] |
| 1994年（平成06年） | 13,921   | 11,356   | [ 東京都統計 37 ] |
| 1995年（平成07年） | 13,115   | 10,459   | [ 東京都統計 38 ] |
| 1996年（平成08年） | 13,241   | 10,753   | [ 東京都統計 39 ] |
| 1997年（平成09年） | 11,545   | 9,633    | [ 東京都統計 40 ] |
| 1998年（平成10年） | 8,674    | 7,805    | [ 東京都統計 41 ] |
| 1999年（平成11年） | 10,331   | 8,052    | [ 東京都統計 42 ] |
| 2000年（平成12年） | 8,795    | 8,085    | [ 東京都統計 43 ] |

### 各年度1日平均上車人次（2001年以後）
近年1日平均上車人次推移如下表。
| 年度               | 丸之內線 | 千代田線 | 來源              |
| ------------------ | -------- | -------- | ----------------- |
| 2001年（平成13年） | 7,775    | 7,556    | [ 東京都統計 44 ] |
| 2002年（平成14年） | 7,460    | 7,389    | [ 東京都統計 45 ] |
| 2003年（平成15年） | 7,169    | 7,063    | [ 東京都統計 46 ] |
| 2004年（平成16年） | 7,307    | 7,222    | [ 東京都統計 47 ] |
| 2005年（平成17年） | 7,537    | 7,471    | [ 東京都統計 48 ] |
| 2006年（平成18年） | 7,641    | 7,745    | [ 東京都統計 49 ] |
| 2007年（平成19年） | 7,959    | 8,178    | [ 東京都統計 50 ] |
| 2008年（平成20年） | 8,112    | 8,789    | [ 東京都統計 51 ] |
| 2009年（平成21年） | 8,030    | 8,655    | [ 東京都統計 52 ] |
| 2010年（平成22年） | 8,271    | 8,573    | [ 東京都統計 53 ] |
| 2011年（平成23年） | 8,639    | 8,820    | [ 東京都統計 54 ] |
| 2012年（平成24年） | 9,249    | 9,271    | [ 東京都統計 55 ] |
| 2013年（平成25年） | 9,510    | 9,375    | [ 東京都統計 56 ] |
| 2014年（平成26年） | 9,301    | 9,232    | [ 東京都統計 57 ] |
| 2015年（平成27年） | 9,872    | 9,730    | [ 東京都統計 58 ] |
| 2016年（平成28年） | 10,123   | 9,945    | [ 東京都統計 59 ] |
| 2017年（平成29年） | 10,312   | 10,414   | [ 東京都統計 60 ] |
| 2018年（平成30年） | 10,800   | 11,348   | [ 東京都統計 61 ] |

備註
1. ↑  1959年3月15日開業。開業日から同年3月31日までの計17日間を集計したデータ。
2. ↑  1972年10月20日開業。開業日から翌年3月31日までの計163日間を集計したデータ。
3. 1 2  1997年9月30日、溜池山王駅が開業。

## 車站周邊

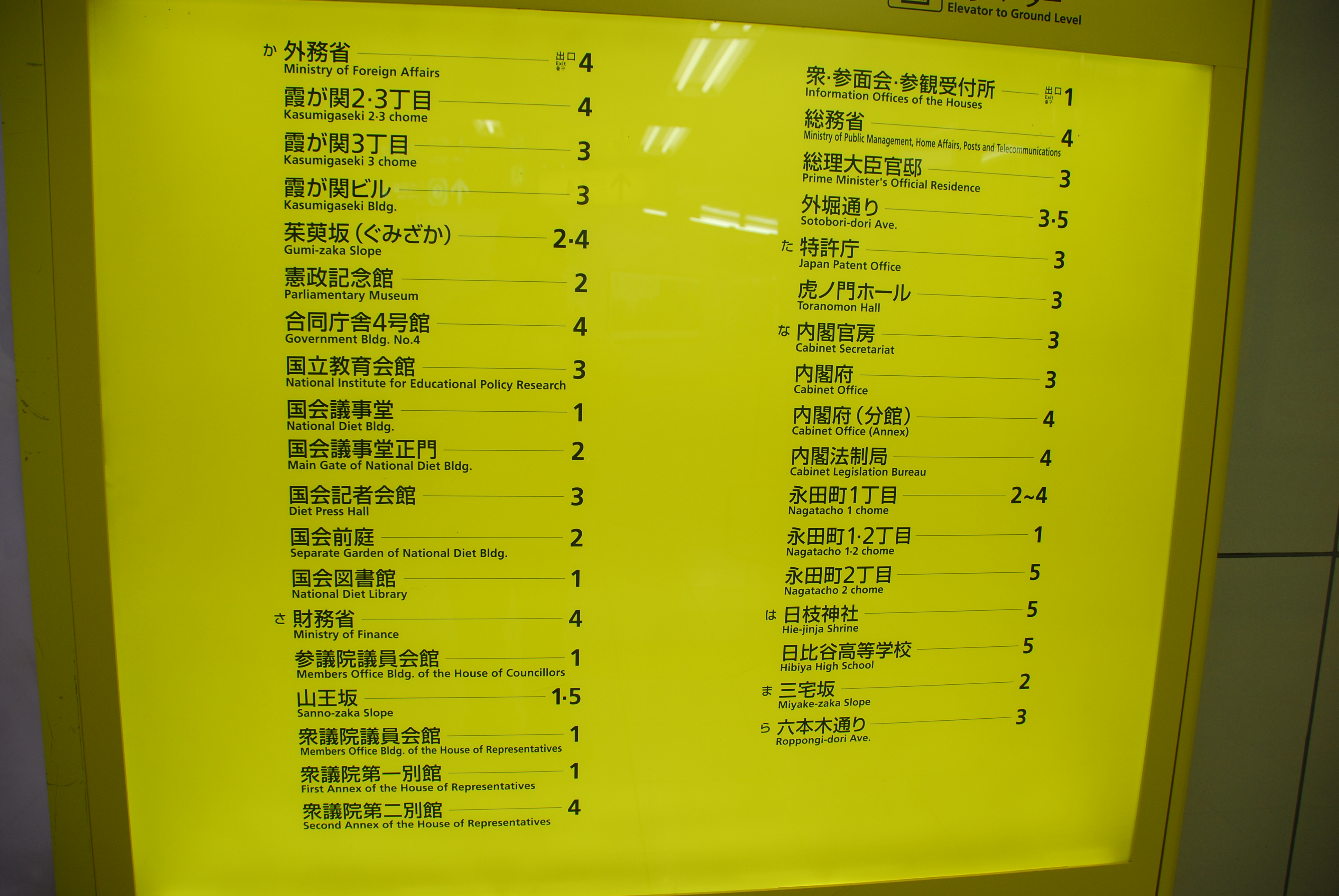
國會議事堂前站周邊設施列表

- 國會議事堂
  - 國會內郵局（日语：国会内郵便局）
  - 里索那銀行參議院分行、眾議院分行
- 國會前庭（日语：国会前庭）
  - 憲政紀念館（日语：憲政記念館）
  - 日本水準原點
- 國立國會圖書館
- 總理大臣官邸
- 總理大臣公邸（日语：総理大臣公邸）
- 議員會館（日语：議員会館）
- 國會記者會館
- 內閣府
- 東急凱彼德大飯店（日语：ザ・キャピトルホテル 東急）
- 東京都立日比谷高等學校（日语：東京都立日比谷高等学校）
- 日枝神社
- 山王公園塔
  - 山王公園塔內郵局
- 永田町站（東京地下鐵有樂町線、半藏門線、南北線）

### 路線巴士
- 都營巴士橋63系統（新橋站 - 小瀧橋車庫）的「國會議事堂前」巴士站為最近站。巴士站位於國會議事堂北側，比起本站更靠近永田町站1、2號出口。

## 相鄰車站
東京地下鐵
 丸之內線
赤坂見附（M 13）－國會議事堂前（M 14）－霞關（M 15）
 千代田線
赤坂（C 06）－國會議事堂前（C 07）－霞關（C 08）

## 腳註
1. 1 2  東京メトロハンドブック2008
2. ↑  都營地下鐵大江戶線六本木站通車前，本站是海底站以外日本最深的車站。
3. 1 2 3 4  小川裕夫. . 彩図社. 2013: 71,72,73. ISBN 978-4-88392-901-6.

### 資料來源
地下鐵1日平均使用人數
1. ↑  各駅の乗降人員ランキング （页面存档备份，存于） - 東京メトロ

地下鐵統計資料
1. ↑  各種報告書 （页面存档备份，存于） - 関東交通広告協議会
2. ↑  .   [2017-01-30]. （原始内容存档于2016-04-01）.
3. ↑  行政基礎資料集 （页面存档备份，存于） - 千代田区
4. ↑  .   [2017-01-30]. （原始内容存档于2016-04-01）.
5. ↑  行政基礎資料集 （页面存档备份，存于） - 千代田区

東京都統計年鑑
1. ↑  昭和33年PDF - 10ページ
2. ↑  .   [2019-01-06]. （原始内容存档于2016-03-05）.
3. ↑  .   [2019-01-06]. （原始内容存档于2016-03-05）.
4. ↑  .   [2019-01-06]. （原始内容存档于2015-06-29）.
5. ↑  .   [2019-01-06]. （原始内容存档于2015-06-29）.
6. ↑  .   [2019-01-06]. （原始内容存档于2015-06-29）.
7. ↑  .   [2019-01-06]. （原始内容存档于2015-06-29）.
8. ↑  .   [2019-01-06]. （原始内容存档于2016-03-05）.
9. ↑  .   [2019-01-06]. （原始内容存档于2016-03-05）.
10. ↑  .   [2019-01-06]. （原始内容存档于2016-03-05）.
11. ↑  .   [2019-01-06]. （原始内容存档于2016-03-05）.
12. ↑  .   [2019-01-06]. （原始内容存档于2016-03-05）.
13. ↑  .   [2019-01-06]. （原始内容存档于2016-03-05）.
14. ↑  .   [2019-01-06]. （原始内容存档于2015-06-29）.
15. ↑  .   [2019-01-06]. （原始内容存档于2015-06-29）.
16. ↑  .   [2019-01-06]. （原始内容存档于2015-06-29）.
17. ↑  .   [2019-01-06]. （原始内容存档于2016-03-05）.
18. ↑  .   [2019-01-06]. （原始内容存档于2016-06-02）.
19. ↑  .   [2019-01-06]. （原始内容存档于2015-06-29）.
20. ↑  .   [2019-01-06]. （原始内容存档于2016-03-05）.
21. ↑  .   [2019-01-06]. （原始内容存档于2015-06-29）.
22. ↑  .   [2019-01-06]. （原始内容存档于2016-03-05）.
23. ↑  .   [2019-01-06]. （原始内容存档于2016-03-05）.
24. ↑  .   [2019-01-06]. （原始内容存档于2016-03-05）.
25. ↑  .   [2019-01-06]. （原始内容存档于2015-06-29）.
26. ↑  .   [2019-01-06]. （原始内容存档于2015-06-29）.
27. ↑  .   [2019-01-06]. （原始内容存档于2015-06-29）.
28. ↑  .   [2019-01-06]. （原始内容存档于2016-03-05）.
29. ↑  .   [2019-01-06]. （原始内容存档于2016-03-05）.
30. ↑  .   [2019-01-06]. （原始内容存档于2015-06-29）.
31. ↑  .   [2019-01-06]. （原始内容存档于2016-03-05）.
32. ↑  .   [2019-01-06]. （原始内容存档于2016-03-05）.
33. ↑  .   [2019-01-06]. （原始内容存档于2016-03-05）.
34. ↑  .   [2019-01-06]. （原始内容存档于2016-03-05）.
35. ↑  平成4年
36. ↑  平成5年
37. ↑  平成6年
38. ↑  平成7年）
39. ↑  平成8年
40. ↑  .   [2013-07-08]. （原始内容存档于2016-03-04）.
41. ↑  平成10年PDF
42. ↑  平成11年PDF
43. ↑  .   [2013-07-08]. （原始内容存档于2016-03-04）.
44. ↑  .   [2013-07-08]. （原始内容存档于2016-03-04）.
45. ↑  .   [2013-07-08]. （原始内容存档于2017-07-29）.
46. ↑  .   [2013-07-08]. （原始内容存档于2017-07-29）.
47. ↑  .   [2013-07-08]. （原始内容存档于2017-07-29）.
48. ↑  .   [2013-07-08]. （原始内容存档于2017-07-29）.
49. ↑  .   [2013-07-08]. （原始内容存档于2017-07-29）.
50. ↑  .   [2013-07-08]. （原始内容存档于2017-07-29）.
51. ↑  .   [2013-07-08]. （原始内容存档于2017-07-29）.
52. ↑  .   [2013-07-08]. （原始内容存档于2016-03-26）.
53. ↑  .   [2017-01-30]. （原始内容存档于2016-03-27）.
54. ↑  .   [2017-01-30]. （原始内容存档于2016-03-25）.
55. ↑  .   [2017-01-30]. （原始内容存档于2016-03-27）.
56. ↑  .   [2017-01-30]. （原始内容存档于2016-03-22）.
57. ↑  .   [2017-01-30]. （原始内容存档于2017-07-30）.
58. ↑  .   [2019-01-06]. （原始内容存档于2018-11-09）.
59. ↑  .   [2019-01-06]. （原始内容存档于2019-05-02）.
60. ↑  平成29年[]
61. ↑  平成30年[]

## 外部連結
- 東京地下鐵 – 國會議事堂前站 （页面存档备份，存于）（繁體中文）